# Courcelles-lès-Gisors
Courcelles-lès-Gisors ist eine französische Gemeinde mit 811 Einwohnern (Stand 1. Januar 2022) im Département Oise in der Region Hauts-de-France. Sie gehört zum Arrondissement Beauvais, zur Communauté de communes du Vexin Thelle und zum Kanton Chaumont-en-Vexin.

## Geographie
Die Gemeinde Courcelles-lès-Gisors liegt in der Landschaft Vexin français, unmittelbar südwestlich von Gisors an der Grenze zum Département Eure, die im Norden und Westen vom Fluss Epte gebildet wird. Auf der ehemaligen Bahnstrecke, die dem Tal der Epte folgt, verläuft ein Radweg. Zu Courcelles gehören die Gemeindeteile Maureaumont, Beausséré und Les Delles.

## Geschichte
Im  Jahr 1198 fand hier die Schlacht bei Gisors zwischen den Truppen von Philipp II. (Frankreich) und Richard Löwenherz statt.

## Einwohner
| Jahr                       | 1962 | 1968 | 1975 | 1982 | 1990 | 1999 | 2011 | 2021 |
| -------------------------- | ---- | ---- | ---- | ---- | ---- | ---- | ---- | ---- |
| Einwohner                  | 418  | 365  | 470  | 589  | 761  | 803  | 850  | 810  |
| Quellen: Cassini und INSEE |      |      |      |      |      |      |      |      |

## Sehenswürdigkeiten
- Kirche Notre-Dame-de-l’Assomption (Mariä Himmelfahrt), seit 1978 als Monument historique eingetragen[1]
- Ruine des Schlosses aus dem 11. bis 13. Jahrhundert, 1998 als Monument historique eingetragen[2]
- ehemalige öffentliche Waschhäuser (Lavoirs)

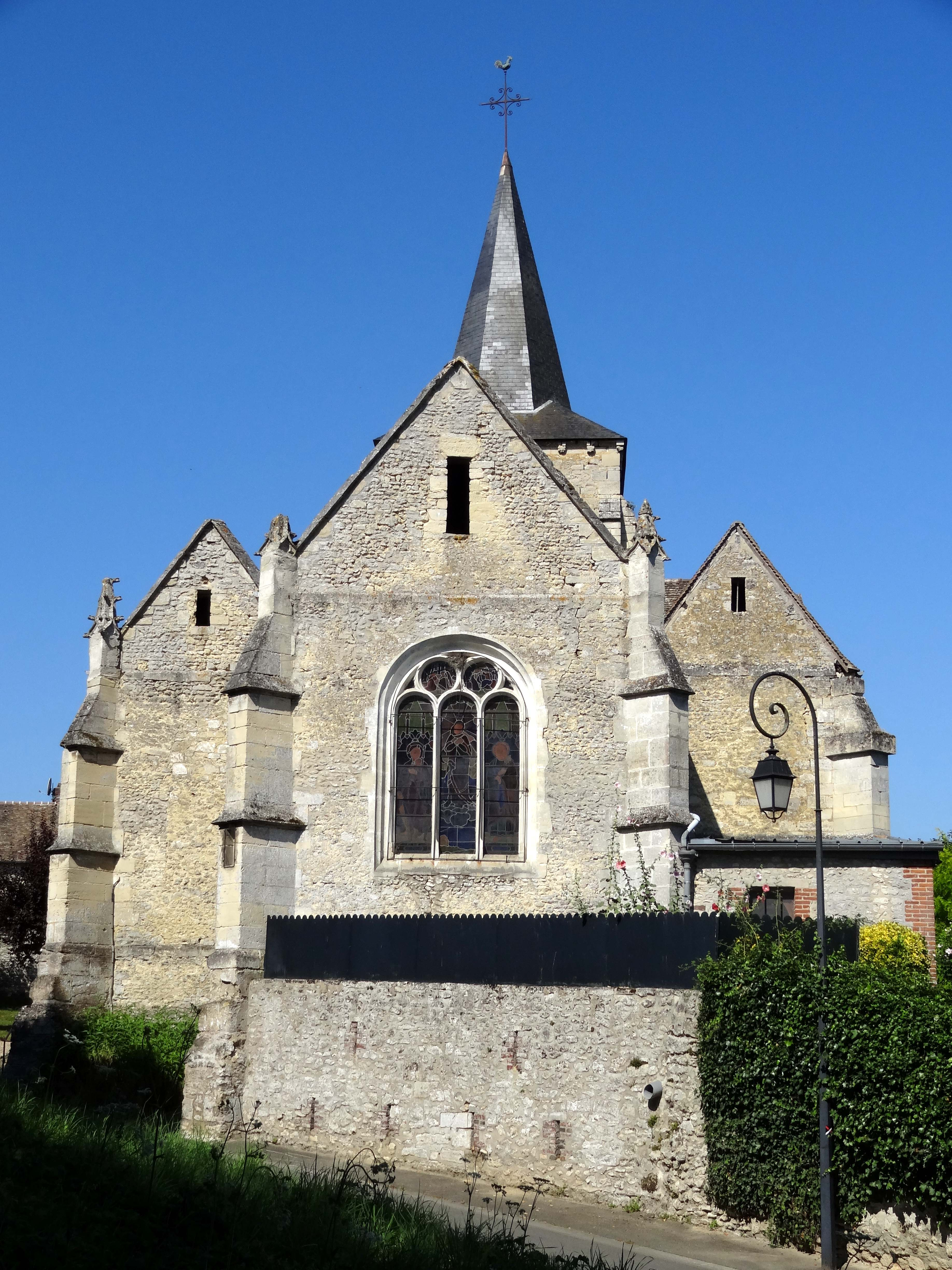
Kirche Notre-Dame-de-l'Assomption
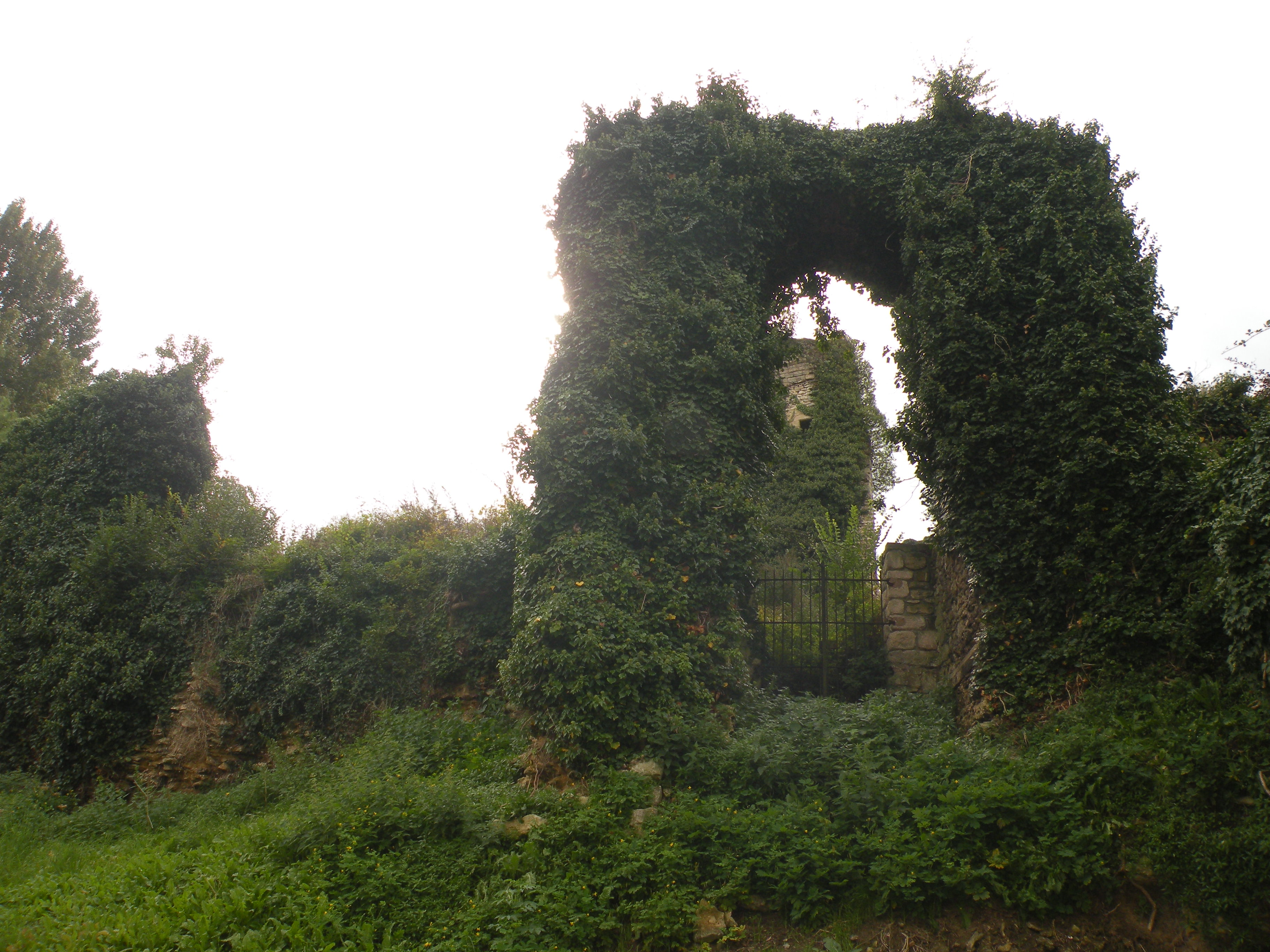
Ruine Schlossruine
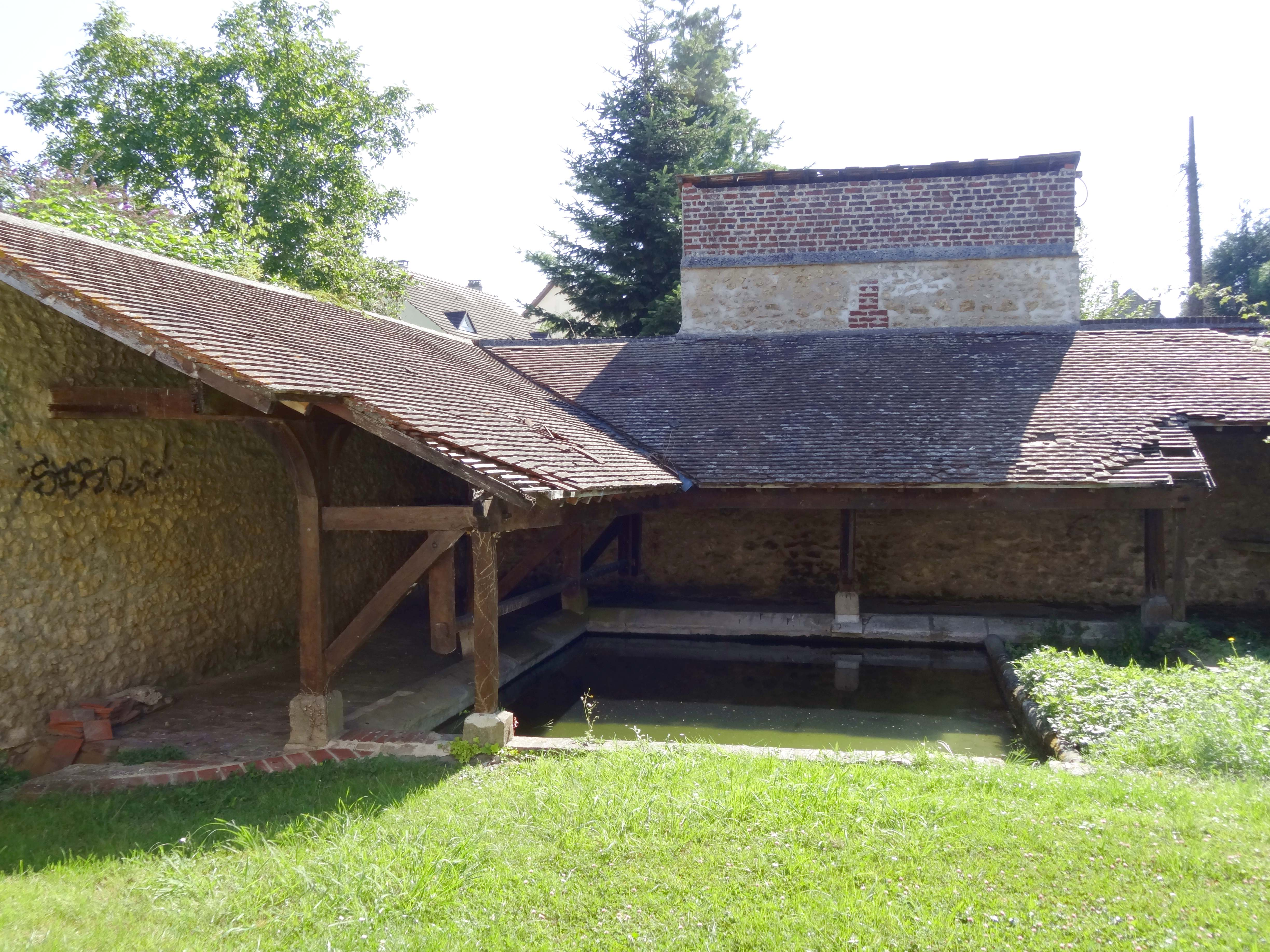
Lavoir
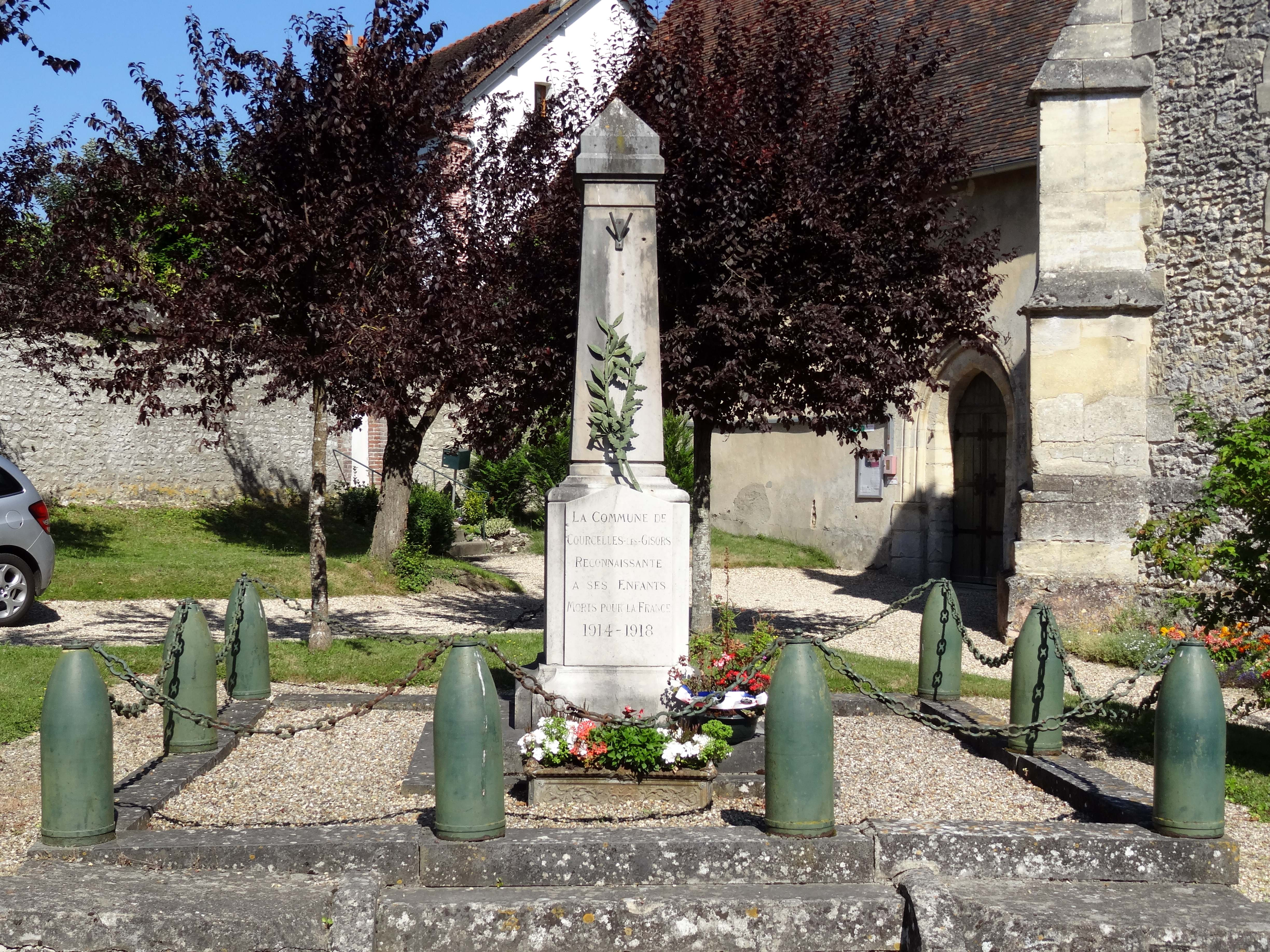
Gefallenendenkmal